# San Agustín (Santa Fe)
San Agustín es una comuna argentina ubicada en el departamento Las Colonias de la provincia de Santa Fe. Se encuentra 4 km al sur de la ruta nacional 19, y 25 km al Sudoeste de la ciudad de Santa Fe.
Cuenta con una institución deportiva, el Club Atlético Independiente, 6 escuelas primarias (de las cuales 5 son rurales), una escuela de nivel medio, un puesto de salud y algunas industrias, entre las que se destaca una fábrica de premoldeados Bertone. La celebración del carnaval es una de las más importantes de la provincia.

## Población
Cuenta con 1147 habitantes (Indec, 2022), lo que representa un incremento del 12,79 % frente a los 1017 habitantes (Indec, 2010)
| Gráfica de evolución demográfica de San Agustín entre 1991 y 2022 |
|                                                                   |
| Fuente: Censos nacionales del INDEC                               |

## Historia

### Fortín El Tala
Originalmente, al menos desde finales del siglo XVIII, existía en la zona el fortín El Tala, cuyo fin era defender a la ciudad de Santa Fe de los malones chanás, timbúes y abipones. Se encontraba entre talas (de donde tomó su nombre) y pajonales, cercano a la cañada San José, y consistía en un conjunto de ranchos, viviendas y un mangrullo rodeados de un cerco o tapial de adobe o piedra, y según los datos disponibles, contenía una guarnición de 25 hombres. Actualmente se encontraría entre los kilómetros 13 y 14 de la autovía 19. La zona fue lugar de la batalla de El Tala, donde se enfrentaron las tropas de Juan Pablo López contra las de los comandantes Pedro Rodríguez del Fresno, José Manuel Echagüe y Santiago Oroño, en defensa de Domingo Cullen el 2 de octubre de 1838, a causa de la vacancia en el gobierno dejada tras la muerte del caudillo y gobernador Estanislao López en el mismo año. La victoria del hermano de Estanislao López, Juan Pablo López, marcó el futuro de la organización provincial.
Máximo Sejas fue su último comandante, hasta la década de 1870, mismos años en que se fundó la colonia, principalmente a causa de que el problema que originó su fundación, la frontera con el indígena, ya estaba superado en la zona. Posteriormente, su hijo, Luis Páez, fue juez de paz de San Agustín durante 25 años.

### Fundación y venta de terrenos
La fundación de San Agustín proviene de las corrientes migratorias demediados del siglo XIX, durante la presidencia de Domingo Faustino Sarmiento. En ese entonces, las tierras donde hoy se ubica la localidad eran propiedad de Mariano Cabal, gobernador de la provincia de Santa Fe entre 1868 y 1871, quien fundó la colonia para los inmigrantes españoles e italianos que llegaban a Santa Fe. Según la historiadora Catalina Pistone, se debió dar entre 2 de diciembre de 1870 y el 11 de febrero de 1871, que fue cuando la colonia cambio el nombre de Malaquías por San Agustín. Actualmente, se festeja el aniversario el 28 de agosto, día del santo patrono que da nombre al poblado.
A causa de deudas de su fundador, Cabal, las tierras pasaron a pertenecer al Banco de Londres y Río de la Plata, quienes designaron a Tomas Lubary como director y gerente de la colonia. A partir del 12 de febrero de 1871, se empezaron a vender las escrituras del terreno, y ya para 1872 se habían dado 376 concesiones de 20 cuadras, para un total de 17 000 hectáreas. Los recién llegados italianos se encontraban con la población autóctona, dispersa, compuesta de indígenas, criollos y afrodescendientes.